# Plusie vert-doré
Diachrysia chrysitis
Espèce
La Plusie vert-doré (Diachrysia chrysitis) est une espèce d'insectes lépidoptères (papillons) de la famille des Noctuidae.

## Distribution

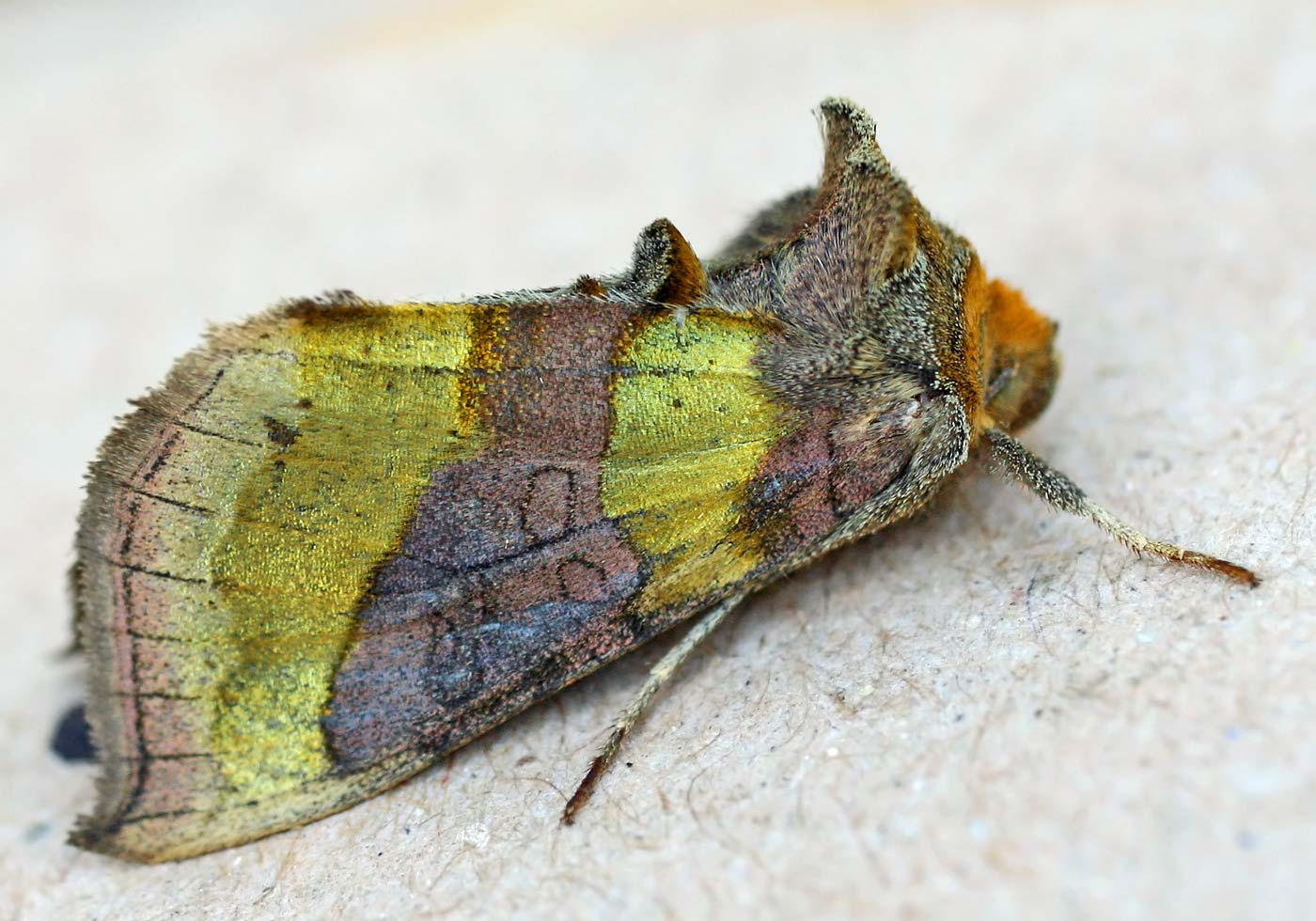
Plusie vert doré au repos

Eurasie.

## Habitat
Champs, jardins, friches...

## Écologie
L'imago vole de mai à juillet puis d'août à octobre en 2 générations.
Les plantes hôtes de la chenille sont principalement l'ortie dioïque, aussi des lamiers, des galéopsis, des sauges...

## Espèces proches
La plusie vert doré est très semblable à Diachrysia nadeja et à Diachrysia stenochrysis. Ces 3 espèces sont difficiles à distinguer.